# Hitoshi Ogawa
Hitoshi Ogawa (Okazaki, 15 de fevereiro de 1956 – Suzuka, 24 de maio de 1992) foi um automobilista japonês. 
Um dos pilotos mais populares da Terra do Sol Nascente na década de 1980, Ogawa não chegou a pilotar na Fórmula 1, tendo feito sua carreira toda em território japonês, tendo competido em diversas corridas da Fuji Grand Champion Series. Ogawa venceu o Fórmula 3000 japonesa em 1989 e terminou em segundo na mesma categoria, em 1990. Ainda neste ano, em parceria com Masanori Sekiya, ele ganhou os 500 Quilômetros de Fuji, realizada no circuito de Fuji. Em 1992, ganhou a primeira fase do Campeonato Mundial de Sportscar em Monza, ao lado de Geoff Lees.

## Morte
Em 24 de maio, os pilotos da Fórmula Nippon estavam no circuito de Suzuka para disputar a etapa. Na largada, Ogawa tocou na traseira do carro do inglês Andrew Gilbert-Scott após uma tentativa de ultrapassagem no final da reta principal. Enquanto Gilbert-Scott rodou, bateu na barreira de pneus e capotou (o inglês saiu sem ferimentos mais graves), Ogawa seguiu em alta velocidade, seu carro bateu em um morro e bateu com violência nos pneus. Imediatamente, a corrida foi interrompida e os carros ficaram bastante destruídos. Além de Gilbert-Scott, um câmera-man e um fotógrafo saíram machucados por destroços dos monopostos. Já Ogawa teve azar no acidente: sofreu ferimentos sérios na perna e no pescoço, morrendo pouco tempo depois no hospital.